# Representação comercial
Com o advento da Lei n. 4.886, de 9 de dezembro de 1965, publicada no Diário Oficial da União do dia 10 e retificada em 20 de dezembro de 1965, o exercício da atividade de representação comercial autônoma passou a ser regulado por lei, ficando, assim, preenchida a lacuna até então existente em nossa legislação.
A par da necessidade em si mesma dessa regulamentação, os permanentes conflitos entre representantes e representados, em especial aqueles oriundos de discussão sobre a natureza jurídica do vínculo existente entre as partes, na prática geralmente deslocada para a área da legislação trabalhista, com inevitáveis implicações de natureza previdenciária e fiscal, contribuíram, também, para a aprovação da lei em causa.
Na “Exposição de Motivos” que acompanhava a Mensagem do Poder Executivo, submetendo à deliberação do Congresso Nacional o projeto que veio a se converter na Lei n. 4886/65, o Ministro da Indústria e Comércio, Daniel Faraco, enfatiza a conveniência de regular, por lei, o contrato de representação comercial, não apenas em face das reivindicações dos representantes comerciais no sentido de lhes ser assegurada, por lei, uma série de garantias, “mas ainda como meio de, resguardando ao máximo a liberdade das partes, dar maior nitidez aos direitos e deveres recíprocos, com o que muito terá a ganhar a boa condução dos negócios comerciais, em clima de harmonia e cooperação”.
Ainda de acordo com a mesma “Exposição”, visava o projeto “levar as partes a fixar, espontaneamente e com clareza, as características do contrato de representação comercial, reduzindo-as a escrito e ajustando-as às circunstâncias peculiares a cada caso”.
Em que pesem certas lacunas e imperfeições, a Lei n. 4.886/65 manteve-se, durante mais de vinte e seis anos, incólume, e o exercício da atividade, durante esse quarto de século, ganhou mais estabilidade, tornando assim menos conflitivas as relações entre representantes e representados.
A Lei n. 8.240, de 8 de maio de 1992, publicada no Diário Oficial da União do dia 11 do mês e ano, introduziu acentuadas modificações na de n. 4.886/65.